# Il cigno nero (film 1924)
Il cigno nero (The Dark Swan) è un film muto del 1924 diretto da Millard Webb che ha come interpreti principali Marie Prevost, Monte Blue e Helene Chadwick.

## Trama
Femme fatale bella e intelligente, Eve Quinn non ha problemi nel conquistare gli uomini. Cosa che invece provoca qualche problema nella sorella, la seria e compunta Cornelia. Innamorata di Lewis Dike, Cornelia se lo vede portare via da sotto il naso dalla seducente Eve che se lo sposa. Per poi passare a nuovi amori con estrema disinvoltura.
Lewis, dopo aver avuto un chiarimento con la moglie, confessa a Cornelia di aver fatto uno sbaglio a non sposare lei. La ragazza, che è in partenza per l'Europa, accetta la sua tardiva dichiarazione d'amore: i due si ripromettono di ritrovarsi quando Lewis sarà nuovamente libero,

## Produzione
Il film fu prodotto dalla Warner Bros. Pictures.

## Distribuzione
Distribuito dalla Warner Bros. Pictures, il film venne presentato in prima a New York il 24 novembre 1924, uscendo poi nelle sale cinematografiche statunitensi due giorni dopo, il 26 novembre. Il film ebbe una distribuzione internazionale: in Germania, attraverso l'UFA e con il titolo Die kleine Kanaille, venne proiettato nel 1926 mentre in Austria uscì come Frühlingsstürme. Sempre nel 1926, uscì anche in Italia, distribuito dalla Warner e con il visto di censura numero 22995.